# Пајктон (Охајо)
Пајктон (енгл. Piketon) град је у америчкој савезној држави Охајо.

## Демографија
По попису из 2010. године број становника је 2.181, што је 274 (14,4%) становника више него 2000. године.
| Група             | 2000.         | 2010.         |
| Белци             | 1.830 (96,0%) | 2.117 (97,1%) |
| Афроамериканци    | 21 (1,1%)     | 19 (0,9%)     |
| Азијати           | 5 (0,3%)      | 5 (0,2%)      |
| Хиспаноамериканци | 5 (0,3%)      | 7 (0,3%)      |
| Укупно            | 1.907         | 2.181         |